# Ievguêni Preobrajenski
Ievguêni Alexeivitch Preobrajenski (em russo: Евгений Алексеевич Преображенский; romaniz.: Ievguenii Alekseiévitch Preobrazhenskii; Bolkhov, Oblast de Oriol, 15 de fevereiro 1886 — Moscou, 13 de julho de 1937) foi um revolucionário, economista e membro do Comitê Central do Partido Comunista da União Soviética, pai do planejamento soviético e líder junto a Trótski da Oposição de Esquerda. Se juntou a um bloco de oposição a Stalin em 1932.
Foi o elaborador do Comunismo de Guerra e um dos primeiros a apontar-lhe problemas e as limitações. Liderou os economistas soviéticos nos decênios de 1920 e 1930 e desenvolveu um plano para a industrialização do país. Também foi o responsável pelos primeiros escritos marxistas em diversas áreas, entre elas, a economia agrária e camponesa, a teoria do desenvolvimento econômico capitalista, a regulação econômica e a transição ao socialismo, especialmente em países subdesenvolvidos, como era o caso da Rússia após a revolução de 1917.

## Infância e juventude
Preobrajenski nasceu de família nobre. Seu pai, Alekseii Aleksandrovich Preobrajenski, era um padre ortodoxo (pope) e professor de Bíblia na escola paroquial de Bolkhov.
Foi muito religioso até os 14 anos, quando rompeu com a religião e em 1903, com apenas 17 anos, converteu-se em um social-democrata da recém-criada fração bolchevique.
Cursou Direito e estudou Economia, contudo sem concluir o curso devido a atividade militante e a repressão política do regime.

## Militância
Preobrajenski foi o que se chamou após a Revolução de Outubro de um "velho bolchevique", um militante com longa trajetória no partido, iniciada anteriormente à Revolução Russa de Fevereiro. Por outro lado, era um verdadeiro revolucionário profissional, mas que construíu o partido "de fora" das fábricas, já que não trabalhava nelas. Dedicou-se a organizar o Partido Bolchevique nos montes Urais e na Sibéria, o que lhe rendeu uma boa quantidade de prisões e condenações.
Aos 17 anos, ele já desempenha um papel importante no POSDR (Partido Operário Social-Democrata Russo), em plena fundação em 1905, para apoiar os eventos revolucionários que sacudiram o Império. Ele participou em julho de 1907 na Finlândia (então província do Império Russo), na conferência do partido russo.
Foi membro do comitê bolchevique de Oriol, militando em Briansk, cidade fabril, e, logo depois, em Krasnaia Presnia, bairro operário de Moscou, e finalmente, em 1905,  em Perm. Preso e logo liberado, transfere-se para Ufa, onde reorganiza a zona do Ural. Em 1904-05, provincial do Ural do Partido, antes de ser novamente preso - desta vez passando dois anos na cadeia. A partir do outono de 1909, foi também membro do birô do Partido em Irkutsk.
Leva anos a realizar atividades de propaganda em Irkutsk e região dos Urais, onde vai realizar a maior parte de sua carreira dentro do partido. Com isto é considerado culpado por um tribunal czarista. Em seu julgamento, ele rejeita o advogado de defesa, o futuro líder do governo provisório de Kerensky, considerado demasiado conciliador ao seu gosto. Sentença dada, Preobrazenski é enviado para a prisão onde ele vai escapar rapidamente.

## Participação na Revolução Russa e na construção da República Soviética
Preobrajenski estará em exílio interno na Rússia em 1914. Em 1917, converte-se em principal dirigente do partido bolchevique nos Urais. Em março de 1917 é delegado no Soviete de Chitinskogo. Com Bukharin, apoia Lenin contra a política conciliadora de Kamenev (então líder principal do partido, à medida que Lenin vivia no exílio nos anos anteriores) a respeito da participação do Partido no Governo Provisório instaurado após a Revolução Russa de Fevereiro. Também faz oposição às ideias apresentadas por Stalin naquele momento, que anos mais tarde, seriam premissas à teoria do "socialismo em um só país". Lidera o Partido nos Urais  e organiza o levante bolchevique de Outubro de 1917 nessa importante região.
Preobrajenski e Bukharin, a dupla de jovens ativistas ousados são cobrados pelo Comité Central para preparar uma revisão do programa do VIII Congresso do Partido (1918). Este será no documento Nosso Programa, que mais tarde se transformará no famoso O ABC do Comunismo que descreve um verdadeiro sentido da educação - e talvez um pouco mais simples - as doutrinas marxistas enquanto desenho, para uso por militantes, enquanto mais e mais na Rússia, lições da tomada do poder pelos bolcheviques.
Entre 1917 e 1918 é um membro-candidato (suplente) do Comitê Central do Partido. Em Janeiro de 1918 é membro-candidato do Comitê Provincial do Partido Bolchevique da Ural. Por volta de maio de 1918 é presidente do Presidium do Comitê Regional Ural, onde deu a ordem de fuzilamento do czar Nicolau II da Rússia e sua família.
Em 1920-1921 foi, com Kretinsky e Serebriakov, Secretário do Comitê Central, posição que não tinha ainda a importância que assumiria em 1922, quando Stalin tornou-se secretário-geral. No mesmo período foi eleito membro do Birô Político (Politburo).
Em 1921 é Presidente do Comitê de Finanças do Partido e membro do Conselho dos Comissários do Povo da RSFSR (a URSS só será constituída no ano seguinte) como chefe do triunvirato à cabeça do Comissariado do Povo de Finanças (Narkonfin).

## Comunistas de Esquerda
Em 1918 junta-se a fração dos "Comunistas de Esquerda", no qual compunha também Bukharin, que se opôs a paz com a Alemanha na I Guerra Mundial, ao termos do Tratado de Brest-Litovsk e que propugnava pela continuação da "guerra revolucionária".
Os social-revolucionários de esquerda (SR de esquerda) se recusaram a reconhecer, junto com quase um terço de proeminentes bolcheviques, os termos da paz com Alemanha assentados no tratado de Brest-Litovski. Os SR de Esquerda chegaram iniciar em 6 de julho uma revolta em Moscou, proclamando sua intenção de governar por si mesmos e de "reabrir a guerra contra o imperialismo alemão". Foram derrotados e a partir daí, os bolcheviques governaram sozinhos. Os social-revolucionários de esquerda não foram os únicos críticos temporários no interior da revolução. Argumentando contra a chamada de "Paz da Vergonha", sob a liderança de Preobrajenski e Bukharin (depois situados em lados opostos anos mais tarde nos debates acerca da industrialização), vários bolcheviques uniram-se para publicar as Teses dos comunistas de esquerda em 1918. Os Comunistas de Esquerda agrupavam várias lideranças e militantes bolcheviques que possuiam posições de esquerda ou esquerdistas dentro do Partido.
Também chamaram a atenção a cerca da crescente burocratização da indústria nacional que privaria ao proletariado do controle sobre a vida política e econômica, levando a um aumento da dependência de especialistas burgueses e métodos capitalistas de organização do trabalho, como  o trabalho por tarefa e o taylorismo.

## Comunismo de Guerra
Com o início da Guerra Civil Russa em fins de 1918 e a dificuldade de consolidação do poder soviético, o Partido Bolchevique decide que o governo dos Comissários do Povo apliquem uma nova política econômica, que ficou conhecida como Comunismo de Guerra. O termo comunismo de guerra é de certa forma questionável, visto que não se tratava de um sistema comunista propriamente dito e sim uma reforma no sistema capitalista a fim de estabilizar o país e solidificar o governo bolchevique, para a futura construção do Comunismo e permitir que a República Soviética da Russa sobrevivência até a vitória da revolução na Alemanha.
O Comunismo de Guerra pode ser entendido como controle estatal direto da economia, em vista que o mercado pela guerra havia praticamente desaparecido, havia uma severa escassez de mercadorias e de capitais e vários capitalistas haviam fugido. Essa política econômica, tendo a frente Preobrajenski e Bukharin, deu-se através de medidas como a estatização de fábricas que não haviam sido ainda coletivizadas ou que estavam apenas sob controle operário, a requisição forçadas de víveres agrícolas e matérias primas, o racionamento de alimentos e produtos industrializados, a distribuição de tíquetes no lugar de pagamentos em moeda e trocas diretas de produtos.
Preobrajenski apesar de ser o elaborador do "Comunismo de Guerra" com Bukharin, foi o primeiro líder bolchevique e economista ao fim da Guerra Civil a apontar-lhe problemas e as limitações, numa série de artigos e discursos. A longa guerra, o esvaziamento de mão de obra rural, a carência de insumos e implementos agrícolas e as requisições forçadas levaram a uma profunda crise na produção agropecuária, com uma total descapitalização. Preobrajenski concluira que era preciso re-capitalizar o setor agrário durante atingido pelas 3 Guerras (Guerra Mundial, Invasões da potências imperialistas e a Guerra Civil) e o Comunismo de Guerra, pois este geraria excedentes necessários aos capitais para a industrialização, condição imperiosa à jovem república socialista, à medida que apesar de vencer as invasões das potências imperialistas e a guerra civil, encontrava-se isolada no mercado mundial, sem parceiros comerciais e apoios externos, e com um setor industrial interno atrofiado à necessidade do desenvolvimento socialista.

## Sua participação na "polêmica sobre os sindicatos"
Preobrajenski, aproxima-se de Trotski ainda em 1921, durante as discussões sobre como reorganizar a produção nacional em substituição ao Comunismo de Guerra, à medida que esse regime econômico gozava de desprestígio junto às massas e um reconhecido fracasso em seus resultados, bem evidenciado em crise econômica, recusa dos camponeses e nas greves. Surge uma dupla polêmica interna ao Partido sobre qual seria a forma de reorganizar a gestão da economia e o papel dos sindicatos e a relação desse com o Estado, conhecido como "polêmica em torno a questão dos sindicatos".
Preobrajenski apoia publicamente a proposta de resolução apresentada por Bukharin e Trotski no X Congresso do Partido (março de 1921). Inicialmente Trotski defendia a militarização dos sindicatos, tornando-os semelhante ao que ele mesmo fez com as milícias operárias da Revolução de 1917, transformando-as no Exército Vermelho, vencedora da Guerra Civil. A proposta costurada por Preobrajenski entre Bukharin e Trotski consistia em colocar essas entidades sob controle estatal, mas mantendo sua democracia interna, porém, dotando-as de papel de organismos dirigentes da economia nacional, pondo sob seu controle a administração das empresas e os órgãos de planejamento.
Essa proposição foi minoritária, perdendo para a proposta apresentada por Lenin, de que o governo soviético adotasse um nova orientação de política econômica, que foi batizada de NEP (Nova Política Econômica) - a reorientação da linha econômica do Partido iniciada na primavera de 1921). Tal situação levou desconforto dentro do Partido, resultando no afastamento de Preobrajenski à frente da secretaria do Poliburo e do recolhimento subsequente dos debates políticos tanto de Trotski (até 1923) como de Bukharin.

## Um crítico à NEP
Contudo, Preobrajenski, apesar de estar no lado oposto quanto a adoção da NEP, continuou a gozar de prestígio político por seu cabedal teórico-econômico. Assim, será apontado pelo próprio Lênin como o chefe das duas comissões, do Comitê Central e do Sovnarkom (Conselho dos Comissários do Povo), para implementar as reformas políticas financeiras correspondentes e necessárias às políticas econômicas da NEP.  Tal indicação procedia logicamente do fato que Preobrajenski era a maior autoridade teórica entre os marxistas soviéticos de então sobre finanças, especialmente depois que escreveu A moeda-papel na época da ditadura do proletariado, publicado em 1920. Preobrajenski assumirá o Comissariado de Finanças.
Porém, paulatinamente tornou-se um crítico da NEP, apontando, desde dezembro de 1921, suas limitações e concluindo que a continuidade das liberalizações aos negócios privados poderia levar a URSS a graves crises. Segundo ele, a permanência da NEP também deveria levar ao fortalecimento do cúlaque (camponês rico) e à emergência de uma burguesia rural. Por sua vez, a autorização a empresas estrangeiras de atuar implicava ao invés de modernizar a economia em introduzir um elemento alienígena. É o período que escreve Da NEP ao Socialismo, em 1922, onde defende pelo seu fim, e que a partir dos instrumentos vigentes e criados pela própria NEP deveria implantar-se o planejamento centralizado e a industrialização acelerada pelo Estado soviético.
Em março de 1922, apresentou ao Comitê Central, como preparação ao XI Congresso do Partido, um conjunto de teses sobre o problema agrário. Preobrajenski defendia a formação de fazendas estatais e de grandes cooperativas e o estímulo a complexos coletivos agro-industriais inseridos no conjunto de uma economia planificada, como forma básica de transformação de uma economia camponesa em economia socialista. Contudo, o Congresso rejeitou uma proposta de Preobrajenski que insistia sobre a importância do planejamento, do maior apoio à indústria e solicitando um debate geral sobre a economia soviética.
Para Preobrajenski, em suma, a alternativa à NEP seria a industrialização acelerada da economia soviética e o planejamento geral e democrático da economia. Desenvolve inclusive um plano para industrialização do país. Paradoxalmente, esse plano seria parcialmente aproveitado, anos mais tarde, ao fim da década de 1920, pelo próprio governo de Stalin no I Plano Quinquenal e na política de "industrialização forçada".

## Polêmica sobre moeda
Em 1922 aconteceu um intenso debate sobre a inflação extrema que passava a URSS. Preobrajenski torna-se crítico da proposta de reforma monetária e fiscal a ser conduzida por Grigori Sokolnikov. Os dois revolucionários, junto a A.M. Krasnoshchekov, constituíam o triunvirato à frente do Comissariado do Povo de Finanças (Narkofim).
Preobrajenski, o líder do trio, defendia que a desvalorização monetária causada pela inflação era uma forma de captar recursos do mercado privado para o Estado (o que em Economia é chamado de senhoriagem), o que a moderna macroeconomia chama de imposto inflacionário. Já Sokolnikov achava que era importante a montagem de uma ampla e firme rede bancária e uma moeda estável, a fim de se viabilizar o funcionamento da NEP, que necessitava das da estabilidade do mercado. Por sua vez, o financiamento do Estado deveria se realizado não pela emissão monetária e sim pelos impostos.
Opondo-se às ideias de Preobrazhenski, Strumilin, Krasin e Larin no XI Congresso do Partido, Sokolnikov terminou exercendo em solitário a direção política do Narkomfin, o que possibilitou estabelecer um sistema monetário firme, a estruturação de um orçamento estável com impostos monetários progressivos e o fortalecimento das atividades bancárias e de crédito do Estado, que permitiriam a restauração de um forte do mercado capitalista. Sokolnikov ganha politicamente o debate, à medida que detinha a simpatia do campo majoritário da direção do partido. Na sequência, Preobrajenki saí do Comissariado de Finanças e implanta-se o rublo-ouro (todo rublo emitido é lastreado em reservas de ouro).
Sokolnikov terá grande prestígio junto ao grupo stalinista, contudo nos anos de 1927 e 1928, com a aparição da Oposição Unificada, descontente com a falta de democracia partidária se aproximará desta. Essa tomada de posição foi facilita pelos laços pessoais que ainda mantinha com Preobrajenki, apesar das polêmicas do passado.

## Luta ao lado de Trótski e da Oposição de Esquerda contra Stalin
Preobrajenski, embora sendo um velho bolchevique, e portanto, afastado partidariamente de Trótski e seu grupo, em vista que somente em 1917 estes entrarão no Partido, sempre esteve muito próximo ao pensamento teórico de Trótski, comungando como Bukharin, da concepção em torno da teoria da revolução permanente, embora este fosse adepto de uma versão teórica mais próxima a visão de Aleksandr Parvus. Contudo, Bukharin renunciará a essa concepção após o fim da Guerra Civl, sendo inclusive o formulador da tese antítese, a chamada teoria do "socialismo em um só país".
Preobrajenski aproximou-se partidariamente a Trótski a partir a polêmica sobre os sindicatos, de 1920. Apóia Trótski durante o período de afastamento de Lênin nos enfrentamentos no Politiburo com a troika (bloco diretivo à cabeça do Partido composto por Stalin, Zinoviev e Kamenev).
Em 1923 estourou a primeira crise econômica da NEP, já em vigor fazia dois anos, que implicou reduções dos salários e supressões de empregos, motivando uma onda de greves espontâneas. Essa crise ficou chamada de Crise das Tesouras, porque em um dos informes econômicos das reuniões do Partido, exposta por Trotski, ele mostrou um gráfico em forma de tesoura, onde duas retas, uma declinante e outra ascendente cruzavam-se, representando respectivamente a trajetória dos preços agrícolas e dos preços dos produtos manufaturados. Esta nova situação provocou, no seio do partido, debates e conflitos que deram lugar a novos agrupamentos da oposição.
Nessas condições aparece a Declaração dos 46 em que se encontravam elementos partidários próximos de Trotski - que já estava muito afastado do poder, embora não formalmente, devido as atitudes de neutralizá-lo realizadas pela Troika - porém Trotski não ajudou na redação ou mesma a subscreveu. Na declaração consta uma plataforma política que criticava a tendência a considerar a NEP como se fosse a melhor via para o socialismo, e exigia, em troca, que a prioridade fosse uma maior planificação centralizada e aceleração da industrialização. Alertava também, e isto era o mais importante, sobre a asfixia progressiva da vida interna do partido.
Em seguida Preobrajenski, com a morte de Lênin, co-lidera a Oposição de Esquerda, sendo inclusive o responsável por apresentar, nos congresso do partido, as posições grupo. Participam da Oposição de Esquerda importantes membros do Partido como Ivan Smirnov, Smilga, Serebriakov, Radek, Belodorov, Sosnovky e Vladimir Antonov Ovseenko,que assinaram as declarações públicas e organizaram o movimento (a "Declaração dos 46"). Destacar que Rakovsky e o próprio Trotski embora venham co-liderar a Oposição de Esquerda não assinaram o manifesto. Posteriormente, anos depois, Preobrajenski liderará um novo manifesto chamado de Declaração dos 83.
Diante da crescente luta interpartidária, Preobrajenski ajudou a elaborar uma plano ao Partido proposto pela Oposição de Esquerda em 1923, chamado de Novo Curso. Esse plano conseguiu ser aprovado porque a ala stalinista-zinovievista (Stalin e Zinoviev) d direção do partido recuou perante a forte campanha política, e esperou ganhar tempo, para que na sequência produzir novos ataques aos militantes da Oposição de Esquerda, e por fim, revogar toda a política votada.

## A Oposição de 1926 e a sua vida política entre 1924-28
Em 1924 era um dos editores do jornal Pravda. Entre 1924-27 é um dos membros do corpo dos Comissários do Povo para Finanças. Em 1926 novamente lidera a Oposição, agora, a Oposição Unificada, que conta com a incorporação à oposição de lideranças do Partido como Grigori Zinoviev, Lev Kamenev e Kruspkaya, além de Trotski, Serebryakov, Radek Rakowsky, Belodorov, Sosnovky. Será o formulador teórico do grupo, polemizando diretamente com as teses de Bukharin (então aliado de Stalin) em torno ao "socialismo em um só país", à transição gradual ao socialismo, ao incentivo ao kulaks e ao fortalecimento da NEP.
Sua crítica a NEP e as política econômicas do bloco Stalin-Bukharin levaram a escrever "Nova Econômica" em 1926, fazendo toda uma releitura a partir de Marx da teoria econômica sobre transição ao socialismo e funcionamento de uma economia sob o mercado capitalista.
Depois de 1927, com a derrota das posições da Oposição e a capitulação de Zinoviev e Kamenev, que culminaria com a expulsão de Trótski e seu exílio na Ásia Central, prossegue com a atuação dos setores trotskistas da Oposição até ser expulso do partido pela organização de gráfica ilegal, classificada pela repressão como "antipartido".
Por Janeiro de 1928, fixa-se nos Urais e trabalha em agência de planejamento. Por fim é exilado na Sibéria. No verão de 1929, em conjunto com Karl Radek e Ivan Smilga são forçados a redigir uma declaração de "rompimento ideológico e organizacional com o Trotskismo."

## Polêmica Preobrajenski-Bukharin
Apesar de Trótski defender, desde muito cedo, a aceleração do ritmo de industrialização e de propor um conjunto de medidas concretas nesta direção, o grande teórico da supremacia do setor estatal para o desenvolvimento do socialismo na Rússia foi Preobrajenski.
Em agosto de 1924 ele apresentou na Academia de Ciências da URSS um artigo com o nome de "A Lei Fundamental da Acumulação Socialista". A tese ali contida era de que num país economicamente atrasado, em que grande parte da população é composta de camponeses, a acumulação socialista deverá basear-se amplamente numa parte do sobre-produto criado fora da economia estatal, constitui um dos pontos principais das divergências.
Bukhárin, liderança teórica que então fazia bloco com Stalin, acusou Preobrajenski de afirmar que a classe operária era uma "classe exploradora" do campesinato, considerando que essa política econômica implicava o aniquilamento da economia camponesa. A transição ao socialismo, segundo Bukhárin, se daria através da circulação de capitais e pela cooperação dos camponeses com as empresas socialistas. Em 1926, Preobranjenky escreveria A Nova Econômica, que embora fosse uma obra teórica, Bukharin a identificava com as posições de Trótski e depois com o grupo zinovievista-trotskista (Oposição Unificada), colocando a questão mais geral das vias para o socialismo.
Bukharin opunha-se a ideia de Preobrajenski de dois "reguladores" estariam em conflito na economia soviética: de um lado, a lei do valor, e de outro, o princípio de planificação, cujas tendências fundamentais assumiriam a forma de lei da acumulação socialista primitiva.
A discussão teórica tinha implicações imediatas na linha a ser adotada no Partido. A oposição à tese de luta entre duas leis, a rejeição do conceito de "acumulação socialista primitiva" relacionava-se com a política de aproximação com o campesinato ( "manutenção do bloco operário-camponês") e de defesa da NEP, e a negação da aceleração da industrialização e implantação da planificação econômica.

## A "Etapa Primária do Socialismo" e a "Acumulação Socialista Primitiva"
O economista russo tornou-se famoso pelas análises da relação entre inflação e industrialização em economias agrárias atrasadas e em estado de isolamento internacional, como a Rússia revolucionária.
A posição contrária que fez à implantação da NEP era resultado de seu diagnóstico que a industrialização russa passava por uma forte necessidade de investimentos, cujos efeitos (por exemplo, geração de renda) se sentiriam antes do aumento da produção. Logo, uma onda inflacionária colocaria em risco a aliança operário-camponesa. Era preciso criar condições para que a economia soviética, que ainda estava na etapa primária do socialismo, pudesse se desenvolver sem essas ameaças. Preobrajenski foi o primeiro a se referir a uma chamada "etapa primária do socialismo", sendo depois uma categoria amplamente empregada por outros revolucionários, até mesmo Lênin e Trotski. Para Preobrajenski a acumulação socialista primitiva garantiria que a "etapa primária do socialismo" no desenvolvimento da infraestrutura e superestrutura na formação social da URSS se desse de forma harmônica.
A acumulação socialista primitiva - alcunhada propositalmente em analogia ao processo de acumulação capitalista primitiva, descrito por Marx no final do Livro 1 de O Capital – partia do princípio de que o processo de financiamento do desenvolvimento da economia soviética seria impossível nos quadros de uma economia isolada (impossibilidade de acumular divisas estrangeiras), logo a indústria (setor socializado) por si só se via sem condições de "puxar" o processo de acumulação e financiamento.
Assim, a acumulação socialista primitiva, em Preobrajenski, seria faria nos marcos de trocas desiguais entre a agricultura e a indústria, entre o setor sobre-acumulado e dominado pela pequena-propriedade capitalista e o setor subdesenvolvido e dominado pela propriedade estatal. Os problemas de inflação e do financiamento do investimento que a URSS vivenciara ao longo da década de 1920 seriam resolvidos transferindo o excedente da agricultura e do pequeno comércio, pelo desvio desse capital que acabaria no consumo da pequena-burguesia em investimento industrial. Esse processo seria viabilizado pelo planejamento central (que ditaria preços, impostos diferenciados e orçamento para projetos estatais) e pela própria industrialização acelerada da economia.
Esse processo econômico, descrito superficialmente no receituário de Preobrajenski para a URSS dos anos 1920, convencionou-se chamar posteriormente no Ocidente de "modelo soviético de desenvolvimento", principalmente depois que o regime stalinista implantou no fim da década de 1920 a coletivização forçada através do I Plano Quinquenal, adotando assim de maneira deturpada as teses de Preobrajenski. A consequência lógica da teoria da acumulação socialista primitiva, ao defender a industrialização acelerada e o planejamento central, é que seria evitável qualquer hipótese de coletivização forçada, que consiste numa acumulação de capitais pela apropriação não-econômica de recursos dos camponeses e dos pequenos comerciantes, obtidos pelas expropriações das suas propriedades e bens, como acabou empreendendo o stalinismo no fim do ano de 1929, quando reverteu sua política anterior. O próprio Preobrajenski criticou em um artigo de 1931 essa via stalinista para a industrialização.

## Vida pessoal
Quando em Irkutsk, Preobrajenski foi casado com Roza Abramovna Nelson (1898-1980). Seus filhos foram Leonid (1917-) e Irma (1921-1988). Na metade da década de 1920, Preobrajenski casou-se com Polina Semenovna Vinogradskaia, com quem teve um filho, Igor.

## Crise capitalista e Demanda Efetiva
Preobrajenski ao longo de suas obras sempre recorreu em sua análise aos esquemas de reprodução, desenvolvidos como modelo por Marx para explicar o funcionamento da acumulação e circulação do capital entre setores da economia. Porém, introduz nos modelos matemáticos dos esquemas de reprodução os ciclos industriais, a economia artesanal, o oligopólio e a economia mista. O que permitiu observar simultaneamente no modelo as possibilidades de desequilíbrio inter-setorial, de crise de realização e de causa e manifestação da tendência de longo prazo à queda da taxa de lucro. Investigando com base as elaborações apresentadas por Karl Marx no próprio O Capital sobre as causas da crise capitalista e suas formas de manifestação, procurou analisar as tendências recorrentes, cíclicas, crônicas e crescentes de crise do sistema capitalista. Como também identificar e entender o porque do caráter progressivamente mais crítico que ganha essa sistema à medida que avança no capitalismo a configuração monopolística (monopólio).
Dessa maneira Preobrajenski, resgatando a pista dada por Rosa Luxemburgo e antecipando-se a autores, que pela via marxiana, como Michael Kalecki (1933), ou da Economia Política Clássica, como Keynes (1936), desenvolve uma explicação sobre flutuações e ciclos econômicos em termos de princípio da demanda efetiva, como pode ser visto em seus artigos da década de 1920 e livros como A Nova Econômica (1926), em especial em O Declínio do Capitalismo, de 1931. Sem cair nos problemas da identificação da causa das crise no capitalismo em explicações ligadas ao subconsumismo ou subinvestimento, que tantos autores marxistas criticam no sistema de pensamento kaleckiano-keynesiano.

## Crítica à burocratização da URSS
Para Preobrajenski, a relação entre a burocratização e desenvolvimento é recíproca: tal como o atraso estimula a burocratização, também esta prejudica o desenvolvimento. Segundo ele, desde o tempo da Oposição de Esquerda, a única alternativa eficiente ao mercado é a planificação centralizada com "democracia operária".
Defendia a urgência da planificação total da economia, a industrialização e mecanização e a democratização dos órgãos partidários e do Estado.
O atraso econômico trazia consigo, por um lado, o atraso cultural do operariado, obrigando a gestão do aparelho político e produtivo a ser depositado a uma camada restrita escolarizada (a burocracia) e, por outro lado, a métodos de trabalho atrasado muito extensivo em mão-de-obra, que implica jornadas de trabalho longas e desgastantes ao trabalhador, pouca produtividade e eficiência e dificuldades de atendimentos das necessidades sociais crescentes. Por sua vez, a burocracia não defende o desenvolvimento técnico das forças produtivas, tendência que até mesmo um capitalista precisa (devido a busca pelo lucro) e o operariado, mais ainda (devido a busca pela redução do esforço de trabalho e melhora de qualidade dos produtos consumidos).
A democracia operária, inclusive no interior do processo de planejamento econômico, seria portanto uma necessidade ao socialismo. E seu o inverso também, o planejamento econômico, juntamente da industrialização da economia e da mecanização da produção, seria uma necessidade para garantir a democracia operária, consequentemente impedir a burocratização da URSS.

## Polêmica com Trotski sobre a revolução chinesa e a teoria da "revolução permanente"
Durante o ano de 1928, Preobrajenski e Trotski, ambos exilados, trocaram sob correspondência uma série de escritos debatendo o balanço da Revolução Chinesa e aspectos polêmicos sobre a teoria da revolução permanente.
Por fim, Trotski escreverá "A Revolução Permanente", publicado em 1930, após a capitulação dos líderes da Oposição de Esquerda, sistematizando a teoria da revolução permanente pela primeira vez, e tentando dialogar com Preobrajenski, ao mesmo tempo que tenta refutar as críticas duras feitas por Radek.
Nas cartas, Preobrajenski afirma duas coisas, que embora proclamando estar com a razão conclui que Trótski ganharia o debate por ser melhor escritor. Pede ainda para que suas cartas sejam divulgadas e debatidas entre os membros da Oposição de Esquerda Internacional no estrangeiro, pois afirmava que, apesar das diferenças, suas ideias eram no fundo convergentes e dentro do espírito daquele movimento.
Para Trotski a revolução socialista somente poderia liderada consequentemente por partidos do tipo bolchevique (operário, marxista e internacionalista), reafirmando portanto o papel do sujeito social da revolução, o proletariado urbano, enquanto que Preobrajenski afirmava que devido a fatores históricos objetivos, como o enfrentamento aos resquícios feudais ou ao imperialismo a pequena-burguesia poderia constituir uma revolução socialista vitoriosa.
O marxista argentino Nahuel Moreno na década de 1980 aponta que há uma convergência e uma complementariedade entre as elaborações de Preobrajenski e Trotski naquele debate sobre o balanço da revolução chinesa e no papel dos sujeitos sociais e dos fatores objetivos, à medida que a crítica de Preobrajenski sobre as elaborações de Trotski fortaleceria num correto desenvolvimento da teoria da revolução permanente, eliminando possíveis desvios subjetivistas. Moreno conclui que o debate Preobrajenski-Trotski sobre a revolução permanente é de central importância para o balanço das revoluções proletárias do século XX principalmente aquelas posteriores a Segunda Guerra Mundial, quando novos Estados operários, no Leste Europeu e em países ex-coloniais. Mas Moreno conclui que o caráter degenerante (aberta a burocratização e mesmo à restauração do capitalismo) que ganha essa revoluções à medida que essa lideranças não são consequentes com a democracia operária, a revolução mundial e a defesa do avanços da construção do socialismo no plano interno, o que não aconteceria se liderados por direções bolcheviques.
Moreno dividia as revoluções proletárias do século XX em dois tipos as revoluções de fevereiro, em alusão a Revolução Russa de Fevereiro (março de 1917)- revoluções com caráter e reivindicações democráticas e econômicas, dirigidas por lideranças pequeno-burguesas — ou burocráticas, e as revoluções de outubro, em alusão a Revolução de Outubro - revoluções socialistas e internacionalistas), dirigidas por partidos do tipo bolchevique.
Todas as revoluções do século XX, exceto a revolução Russa, foram revoluções que se estancaram em revoluções de fevereiro. Contudo, também em condições peculiares - forçados pelo movimento de massas e pela reação adversa da burguesia interna ou do imperialismo, as lideranças pequeno-burguesas e burocráticas à frente da revolução podem ser forçados a fazer avanços além do que desejam, inclusive expropriando a burguesia, e portanto, mudando o caráter daquelas sociedades para o socialismo, contituindo assim, contudo, apenas Estado Operário burocratizados. O que, segundo Moreno, foi a tônica das revoluções proletárias pós Segunda Guerra, vindo a constituir o conjunto dos países do bloco socialista.

## Capitulação, Volta à militância e Morte
Quando, em 1929, Stalin guina à esquerda com a coletivização forçada no campo, Preobrajenski impressionado com o giro esquerdista capitula ao regime. Com o fim da NEP e adoção do I Plano Quinquenal, ele brevemente tornou-se aceito por Josef Stalin, que o permitiu, e a outros 400 líderes trotskistas presos, voltar à vida pública, desde que se retratassem de suas ações e de sua ligação ao "trotskismo". Contudo, sem novamente acesso aos cargos chaves de direção no Partido e no Estado. Portanto, adotando um perfil baixo, o segundo visa a reintegração no partido em 1929. Com Zinoviev, Radek Smilga, Preobrajensky proclama a sua ruptura organizacional e ideológica com o trotskismo. Trótski, picadas, destaca a falta de coragem dos seus antigos aliados, que o levou a "render-se vergonhosamente".
Preobrajenski proclama aos oposicionistas que as teses da Oposição triunfaram - embora seja criticado por Trótski, que afirmava que a industrialização e coletivização forçada seriam mais uma face oportunista e burocrática da camarilha stalinista, e não uma rendição prática às teses da Oposição.
Aceita capitular sem antes tentar a reabilitação de todos os participantes sem exceção da Oposição, sem a necessidade a vil retratação pública, sem é claro conseguir. Capitula logo depois em 1929, sem antes tentar um perdão a Trotski - novamente negado. O próprio, após esses fatos lastimáveis afirmou que eles capitularam muito mais por pressão do que por convicção.
En janeiro de 1930, reintegrado no Partido trabalha no  Comitê Plano de Nizhny Novgorod. Dois anos mais tarde foi nomeado membro do conselho do Comissariado do Povo para a indústria leve, enquanto trabalhava nas fazendas do estado, que aparecem com as campanhas de coletivização. Nessa época, apesar de sua aparente submissão de 1929, se aproxima secretamente ex-trotskistas em um grupo de oposição em que Ivan Smirnov parece ser mais ativo. Essa atividade ilegal tinha objetivo de reunir informações, busca de contatos, incluindo em janeiro de 1932 com o ex-stalinistas rejeitados. Poucos meses depois, em janeiro de 1933, ele foi expulso mais uma vez preso pela GPU e condenado a três anos de exílio.
Embora tenha inicialmente apoiado (impressionado pela virada política do adversário), previu já a partir de 1930/31, em série de artigos a crise causada pelos planos de industrialização e coletivização forçada de Stalin (reunidas, com artigos da dispersos da década de 1920, no livro The Crisis of Soviet Industrialization), que o levou a ser afastado e a estar na mira dos órgãos de repressão.
Ele entrou em uma data desconhecida em um grupo de oposição secreto chefiado por Ivan Smirnov. Depois em 1932 esse grupo entrou em uma aliança ainda maior, em que Leon Trótski, comunistas "de  direita" e diversos outros grupos faziam parte. O historiador Pierre Broué escreveu que esse grupo foi provavelmente dissolvido no começo de 1933, quando ele e Smirnov foram presos. Foi, em Janeiro de 1933, expulso, preso e interrogad pela GPU quando seu grupo foi descoberto. Foi sentenciado a 3 anos de exílio. Em 1934 é obrigado ao uma nova autocrítica e reabilitado.
Porém, no meio dos "Processos de Moscou" (Grandes Expurgos), em 1935 é novamente acusado de traição.  Finalmente expulso do Partido em 1936 e preso ainda em 20 de Dezembro de 1936; recusa-se a confessar (ao contrário de que faz figuras como Radek, Bukharin, Zinoviev, Kamenev, Rikov), e em 13 de Julho de 1937 sentenciado a morte sem julgamento e fuzilado.
Sob pressão da polícia política, Preobrajensky fez a sua confissão, em 1934. Ele rejeita publicamente os argumentos da oposição que defendeu antes. No julgamento de Zinoviev, em 1936, ele aparece como uma testemunha, mas um ano depois, ele foi, por sua vez citado como "trotskista partidária" por Radek e Piatakov durante o seu julgamento. Preobrajensky havia sido preso pouco tempo antes, em dezembro de 1936, mas ele não aparece diante de seus juízes. Sinal de coragem bastante lógico, quando se considera sua carreira de ativista, ele teria, de acordo com algumas fontes, recusou submeter-se a autocrítica. O risco de um sistema de informação de erros em um ensaio aberto para a mídia não foi executado pelo NKVD. O desaparecimento foi acompanhada de severas represálias contra a sua família.
Somente décadas mais tarde passou-se a saber a data da sua execução, em julho de 1937, e as circunstâncias exatas de sua morte. Durante a Perestroika o governo de Gorbachov realibita Preobrajenski - juntamente a outros grandes bolcheviques perseguidos por Stalin, como Bukharin. Contudo, curiosamente houve uma exceção, Trótski - que o regime nunca reabilitou.

## Importância política e teórica
A importância de Preobrajenski foi tamanha que durante os anos 1930 todos os acadêmicos em Economia e membros dos órgãos de planejamento, estatística ou participante de gestão de empresas, ligado a ele em algum momento, ou que tinham afinidades teóricas, foram perseguidos e acusados de sabotagem, "trotskismo", mesmo aqueles que não participaram da Oposição de Esquerda, nem tinham nenhuma participação política ou ligação com Trótski.
Sua prepoderância política e econômica explica porque boa parte das lideranças da adminitração da economia nacional, aderiram à Oposição de Esquerda, como Ivar Smilga (que era vice-presidente do Conselho Superior de Economia Nacional - Vesenkha e da Comissão de Planejamento - Gosplan), Ivan Smirnov (membro da Vesenkha e Comissário do Povo para Correios e Telegráfos), Grigori Solkonikov (primeiro Comissário do Povo para Finanças) e Valerian Osinski (primeiro presidente da Vesenkha).
Preobrajensky foi o maior responsável, pelas primeiras escritas marxistas sobre a economia agrária, a teoria do desenvolvimento capitalista, a regulação econômica e a transição ao socialismo em países semicoloniais.
Co-escreveu o livro o Nosso Programa, em 1919, o novo programa dos bolcheviques após a insurreição de Outubro, e O ABC do Comunismo, em 1920, primeiro manual do movimento comunista internacional, ambos com Nikolai Bukharin. Após a adoção da NEP ambos se tornaram os maiores oponentes teóricos sobre os rumos da economia soviética. Escreveu Nova Econômica, um polêmico ensaio sobre a dinâmica de uma economia, em particular as economias de países subdesenvolvidos (com forte peso da pequena propriedade e da agricultura), em transição ao socialismo.

## Obras
Embora uma parcela dos livros abaixo não se encontra em português podem ser encontrados (parcial ou totalmente) em coletâneas temáticas de textos ou trechos citados em livros. Segue a lista das suas principais obras:
- Nosso Programa, com Nikolai Bukharin, 1919 - O programa do Partido Bolchevique após a Revolução de Outubro 1917

- O ABC do Comunismo, com Bukharin. (Azbuka kommunizma, 1920) - O primeiro manual de marxismo para formação política dos comunistas escrita após a Revolução de 1917. Era a obra de divulgação do programa do Partido Comunista. A parte relativa aos princípios do Comunismo de Guerra foi escrita por Preobrajenski.

- O papel-moeda na época da ditadura do proletariado (Bumazhnve den'gi v epokhu diktatury proletariata, 1920)- Analisa pela primeira vez no marxismo com exclusividade e profundidade a moeda,especialmente a moeda sob forma moeda-papel, como também sua força sobre o Estado Nacional e sua importância nas economias pós-revolução socialista.

- Anarquismo e Comunismo (Anarkhism i kommunizm , 1921). Polemiza com o movimento anarquista sobre transição ao socialismo. Escreve em meio a polêmica surgida em torno à Revolta de Kronstadt, liderada pelos anarquistas, que criticam a condução e organização da transição ao socialismo empreendida pelo governo bolchevique dos Sovietes.

- As perspectivas da Nova Política Econômica, 1922. Artigo em que Preobrajenski defende a adoção da NEP colocando metodologicamente o problema concreto da transição ao socialismo em um país capitalista subdesenvolvido como a Rússia.

- Da NEP ao Socialismo: uma visão do futuro da Rússia e Europa (Ot NEP'a k sotsializmu: Vzgliad v budushchee Rossii i Evropy, 1922). Uma análise de história econômica soviética e a primeira grande crítica aos limites da NEP, escrita similiarmente a futurologia. Aponta as perspectivas de desenvolvimento da economia soviética em sua transição ao socialismo nas próximas cinco décadas. A curiosidade é que muito do que sugere acabará acontecendo realmente nas várias décadas seguintes, como uma nova guerra interimperialista (a Segunda Guerra Mundial), repúblicas socialistas se espalhando pela Europa,  a URSS se transformando em superpotência, etc.

- Crise econômica sob a NEP (Ekonomicheskie krizisy pri NEP’e, 1924). Artigo publicado na revista Izdatel’stvo Sotsialisticheskoi Akademii. Primeiro artigo que Preobrajenski critica a NEP.

- A Nova Econômica ou Nova econômica: uma tentativa de uma análise teórica da economia soviética (Novaia ekonomika: Opy t teoreticheskogo analiza sovetskogo khoziaistva, 1926). Sua melhor obra e, depois de O ABC do Comunismo, a mais conhecida.

- A utilidade do estudo teórico da economia soviética, 1926. Artigo publicado na revista Bolchevick, 15-16. Preobrajenki continua tratando questões metodológicas apresentadas no livro Nova Econômica, sobre a importância da análise das relações sociais presentes na URSS para o estudo do socialismo e procurando responder a algumas críticas ao seu livro. Também apresenta uma crítica a continuidade da NEP e a conclusão da linha oficial do PCUS de que a URSS já seria um país socialista, não necessitando da industrialização acelerada, do planejamento central e da revolução internacional para a constituição do caráter socialista da revolução russa.

- Ekonomika i finansy sovremennoi  Frantsii (1926). Analisa a recuperação francesa no pós-I Guerra Mundial. Prenuncia uma futura crise econômica capitalista na França e no mundo, que viria em seguida já em 1929 (crise de 1929).

- Teoriia padaiushchei valiuty (1930). Analisa sob a perspectiva marxista, a moeda, a inflação, a desvalorização cambial e outros fenômenos monetários, e a importância desses à acumulação de capital.

- Correspondência entre Trótski e Preobrajenski, 1928. Série de textos escrito sob a forma de correspondência trocada entre os dois, ainda antes da capitulação dos Trotskistas soviéticos, em torno da polêmica sobre a teoria da revolução permanente e, concretamente, os rumos da revolução chinesa então em curso. Será a partir daí que Trotski escreverá A Revolução Permanente, sistematizando a teoria da revolução permanente pela primeira vez, e tentando dialogar com Preobrazhensky e também, por outro lado, refutar as críticas feitas por Radek, ex-membro da Oposição de Esquerda. Nas cartas, Preobrazhensky afirma, que embora, proclamando estar com a razão, concluíra que Trótski ganharia o debate por ser melhor escritor, e ainda pede para que suas cartas sejam divulgadas e debatidas entre os membros da Oposição de Esquerda Internacional no estrangeiro, pois afirmava apesar das diferenças serem suas ideias no fundo convergentes e dentro do espírito daquele movimento.

- Zakat kapitalizma: Vosproizvodstvo i krizisy pri imperializme i mirovoi kriz 1930-1931 (1931). Obra escrita após um jejum intelectual de Preobrajenski imposto pela luta partidária e repressão stalinista. Analisa as tendências recorrentes, cíclicas, crônicas e crescentes de crise econômica do sistema capitalista, investigando com base as elaborações de O Capital as causas da crise capitalista e suas formas de manifestação.

- [[Sobre a Metodologia da Elaboração do Plano Geral e o Segundo Plano Quinquenal (O metodologii sostavleniia genplana i vtoroi piatiletki, 1931) - artigo submetido ao jornal Problemy ekonomiki, porém não-publicado. Nesse artigo Preobrajenski ataca a via de direção da industrialização conduzida pelo regime stalinista, criticando o primeiro plano quinquenal. Aqui retoma e aprofunda aspectos presente no livro O Declínio do Capitalismo e nos artigos da década de 1920 sobre equilíbrio econômico (artigos reunidos na coletânea publicada em 1979 The Crisis of Soviet Industrialization). Por conta desse artigo e do livro O Declínio do Capitalismo Preobrajenki será expulso novamente do partido.

- The Crisis of Soviet Industrialization (1979). Coletânea de artigos de Preobrajenski escritos entre 1921 e 1927, publicado em língua inglesa e selecionados por Donald A. Filtzer, que abordam os dilemas da industrialização e desenvolvimento econômico socialista da URSS ao longo da década de 1920. Entre os artigos está o de 1927, Equilíbrio econômico no sistema da URSS (Khozyaistvennoe ravnovesie v sisteme SSSR).